# Emirat d'Ixbíliya
L'emirat o taifa d'Ixbíliya (àrab: طائفة أشبيلية, ṭāʾifa Ixbīliya) fou un regne andalusí centrat en la ciutat d'Ixbíliya (Sevilla), governat per la dinastia abbadita entre 1023 i 1091. El primer governant fou Abu-l-Qàssim Muhàmmad ibn Abbad, al qual el va succeir el seu fill Abbad ibn Muhàmmad al-Mútadid i a aquest, Muhàmmad ibn Abbad al-Mútamid, darrer monarca de l'emirat.
Abbad ibn Muhàmmad al-Mútadid va lluitar contra Abu-Bakr Muhàmmad al-Mudhàffar, emir de l'emir de Batalyaws, amb el que va pactar la pau en 1051 per evitar la pressió de Ferran I de Lleó, Van aconseguir dominar tota l'Andalusia occidental i l'emirat de Múrsiya, però a causa dels tributs que havien de pagar al rei de Castella la potència en què s'havia convertit es va anar afeblint amb el temps, sent presa pels almoràvits el 1091. A l'època almohade es van construir la Giralda, els Reials Alcàssers i l'actual església de Sant Marc.
Un any després que Alfons VI de Castella havia conquerit Tulàytula als musulmans, Al-Mútamid, l'emir d'Isbiliya va sol·licitar l'ajuda militar de Yússuf ibn Taixfín. El militar va desembarcar a Al-Yazira al-Jadrā (Algesires) al capdavant de l'exèrcit almoràvit, amb el qual es va dirigir cap al nord. El monarca castellà, que va tenir el suport dels monarques catalans i aragonès, va sortir a trobar-lo, sent derrotat en la batalla d'az-Zal·laqa, després de la qual, els almoràvits van conquerir les diferents taifes.

## Emirs d'Isbiliya
- Abu-l-Qàssim Muhàmmad ibn Abbad, 1023-1042
- Abbad ibn Muhàmmad al-Mútadid, 1042-1069
- Muhàmmad ibn Abbad al-Mútamid, 1069-1091